# Івани (притока Можу)
Івани — річка в Нововодолазькій селищній громаді Харківського району Харківської області, права притока Мжи (басейн Сіверського Донця).

## Опис
Довжина річки 20 км. Висота витоку річки над рівнем моря — 183 м, висота гирла — 112 м, падіння річки — 71 м, похил річки — 3,55 м/км. Формується з декількох безіменних струмків та водойм. Площа басейну 88,0 км2.
Річка та її частини носять або носили у різні історичні часи назви Дальні Івани, Другі Івани, Добрий та Лихий Івани.

## Розташування
Річка Івани бере початок у селі Лихове. Тече переважно на північ у межах сіл Знам'янки, Круглянки та Федорівки. На північно-східній околиці Круглянки впадає у річку Мжу, праву притоку Сіверського Донця.

## Притоки
Від витоку до гирла:
- Балка Жидова - права притока[1]
- Водяна (Іванці) - права притока, починається у селі Просяне[2][3][4]
- Балка Осикова - ліва притока[5][3]
- Балка Крайня - ліва притока[3][6]
- Балка Караванна - права притока[7][3]
- Балка Жолобкова - ліва притока[8][3]
- Балка Шишайлова - ліва притока, впадає південніше села Знам'янка[3]
- Балка Лозова - права притока, впадає південніше села Знам'янка[3][9]
- Балка Водяна (Леонів Яр) - ліва притока, впадає у селі Знам'янка[3][4]
- Балка Кислиці - ліва притока, впадає на північно-західній околиці села Знам'янка[10][3]
- Балка Глиняна - ліва притока[4]